# Slap
«Slap» (с анг. — «Пощёчина») — сингл  Ludacris'а с его пятого студийного альбома «Release Therapy», вышедшего в сентябре 2006 года.

## Информация
Темой песни «Slap» является проблема бедности во время правления 43-го президента США Джорджа Буша. Герой говорит, что чувствует себя уставшим от работы, за которую получает небольшие деньги, а также утверждает, что мечтает избить своего босса. Ситуацию усугубляет смерть друга, которого убили один день назад. Герой также заявляет, что у него есть мысли об ограблении банка, чтобы прокормить своего недавно родившегося ребёнка..

## Видеоклип
Ролик был выпущен в начале 2007 года. Вдохновлённый фильмом Мартина Скорсезе «Таксист» с Ludacris'ом в роли Трэвиса Бикла, герой делает к фильму отсылки: пинает свой телевизор, наблюдая за президентом Бушем, затем произносит монолог «You talking to me?» перед зеркалом; в сцене за рулём на нём та же куртка, что и у Роберта Де Ниро. Действие завершается проникновением в бордель и потасовкой, но без использования оружия.
Клип посвящен отцу и лучшему другу Кристофера (наст. имя Ludacris'а) — Уэйну Бриджесу, как сказано в конце видео.
Персонал
- Ludacris — вокал, написание песен
- The Runners — продюсеры
- Джонни Моллингс — автор песен
- Ленни Моллингс — автор песен, запись, гитара
- Эндрю Харр — автор песен
- Джермейн Джексон — автор песен
- Мисти Флюэллен — дополнительный вокал
- Джошуа Монрой — запись
- Дрю Харр — запись
- Мэйн – все инструменты
- Фил Тан — сведение
- Джош Хафкирк — дополнительный инжиниринг
- Берни Грундман — мастеринг

## Чарты
| Чарт (2007)                                   | Позиция |
| --------------------------------------------- | ------- |
| U.S. Billboard Bubbling Under Hot 100 Singles | 13      |
| U.S. Billboard Hot R&B/Hip—Hop Songs          | 56      |
| U.S. Billboard US Rhythmic                    | 34      |
| U.S. Billboard Hot Rap Tracks                 | 21      |